# Eustomias gibbsi
Eustomias gibbsi és una espècie de peix de la família dels estòmids i de l'ordre dels estomiformes. Va ser descrit pels ictiòlegs Robert K. Johnson i Richard H. Rosenblatt el 1971.

## Morfologia
- Els adults poden assolir fins a 15,6 cm de longitud total.[2][3]

## Hàbitat
És un peix marí i d'aigües profundes que viu fins als 1.100 m de fondària.

## Distribució geogràfica
Es troba al Pacífic: entre 10°-25°N i 20°-30°S.